# Juliana Didone
Juliana Didone Nascimento (Porto Alegre, Río Grande del Sur; 11 de octubre de 1984) es una actriz y modelo brasilera.

## Biografía

### 1984-2002: Primeros años e inicios de su carrera artística

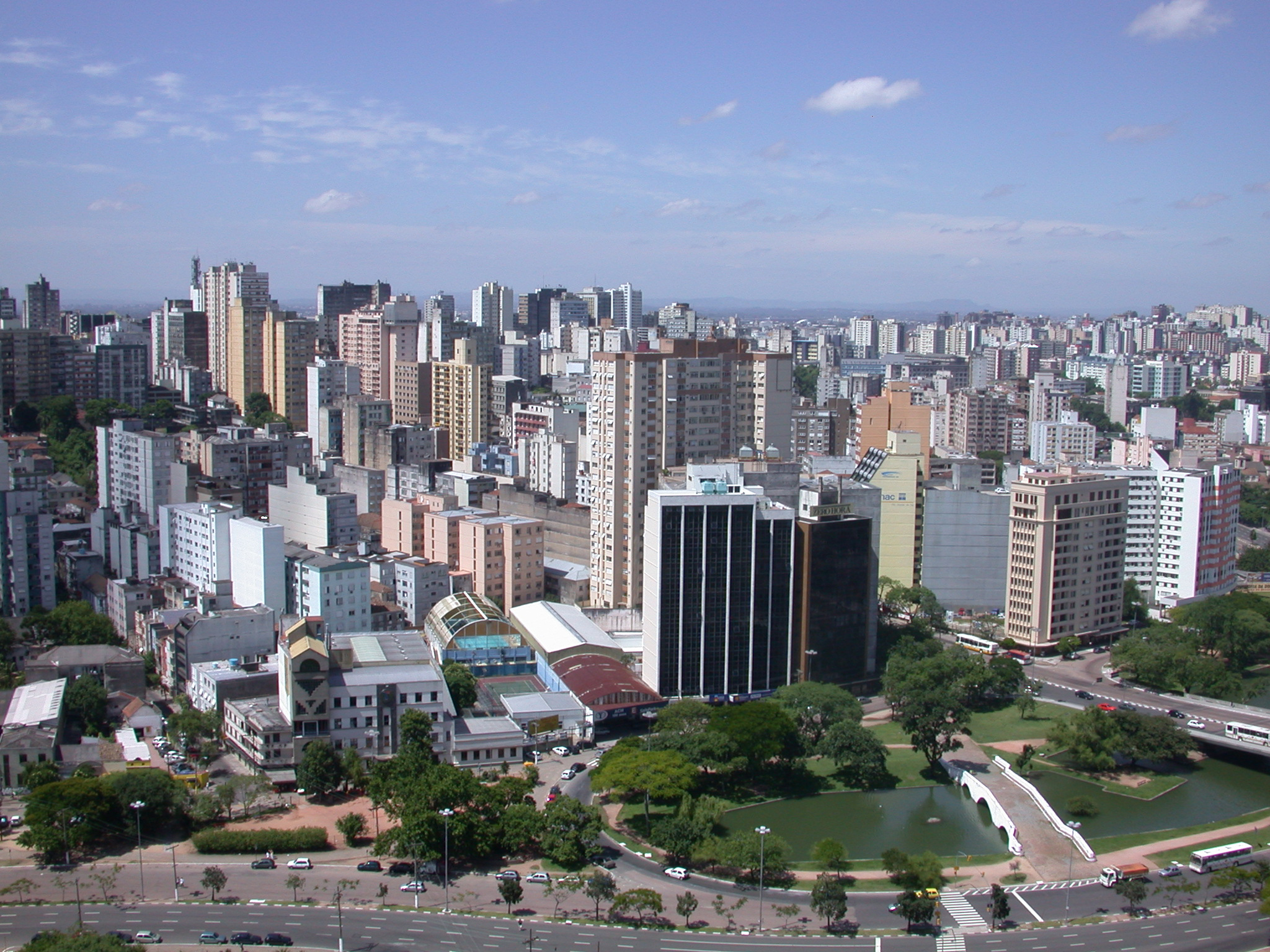
Porto Alegre, Río Grande del Sur, lugar de nacimiento de Didone.

Juliana Didone Nascimento nació el 22 de octubre de 1984 en Porto Alegre, Rio Grande del Sur, en Brasil. A la edad de 14 años, Didone emigró a Tokio, Japón, donde ejerció sus primeros trabajos como modelo. En su retorno a Brasil, se mudó a Sao Paulo, continuando con su carrera de modelaje y donde empieza a estudiar actuación.
Su carrera como actriz profesional se inicia con su participación en el cortometraje Fora de Controle, donde interpreta a una adolescente llamada Mariana. A la edad de 12 años, había formado parte del elenco de teatro Cazadores de Aventuras, donde interpretó a Cléo, una joven que sufre por su padre enfermo y, para salvarlo, afronta ciertos desafíos.
En 2002, realizó su primera aparición en una telenovela en Desejos de Mulher, donde interpretó a una modelo de Río Grande del Sur.

### 2003-presente:MalhaçãoyOs Dez Mandamentos
Didone ganó popularidad por su rol protagónico de Letícia Gomes da Silva, personaje que interpretó en la telenovela Malhação en su undécima temporada, la cual alcanzó un alto número de audiencia, llegando a alcanzar una cuota de pantalla por encima de los 40 puntos, y un promedio general de 32 puntos.
En 2011, interpretó a Brigitte Almeida, en la telenovela de Rede Globo, Aquele Beijo.
Dos años después, se incorporó al elenco de Pecado Mortal, la primera telenovela realizada por Carlos Lombard en el canal Rede Record. Después del término de mencionada telenovela, Didone firmó un contrato con el canal por 5 años.
En 2015, interpreta a Leila, uno de los personajes protagonistas de Moisés y los diez mandamientos, titulado en portugués Os Dez Mandamentos, la cual obtuvo un buen rendimiento de audiencia en Latinoamérica en países como Argentina, Chile y Perú, entre otros.
En 2017, es una de los protagonistas en Belaventura, donde interpreta a Brione, quien vive un romance prohibido con Gonzalo, y es hija del conde Severo y la condesa Marion.

## Vida privada
Didone mantiene una relación sentimental con el artista plástico Flavio Rossi. En octubre de 2017, la actriz confirmó estar embarazada de su pareja mediante la publicación de una fotografía en sus redes sociales donde se la ve sosteniendo un test de embarazo. Posteriormente hizo otras publicaciones relacionadas agradeciendo a sus seguidores por los buenos deseos.

## Filmografía
| Año       | Título                         | Papel                                   |
| --------- | ------------------------------ | --------------------------------------- |
| 2002      | Deseos de mujer                | Tati                                    |
| 2003      | Mujeres apasionadas            | Luisa                                   |
| 2004–2005 | Malhação                       | Letícia Gomes da Silva                  |
| 2006      | Dança dos Famosos              | Participante                            |
| 2006–2007 | O Profeta                      | Bárbara de Oliveira (Baby)              |
| 2007      | Paraíso Tropical               | Fernanda Navarro                        |
| 2008      | Casos e Acasos                 | Bianca                                  |
| 2008–2009 | Negócio da China               | Maria Celeste Moreira de La Riva        |
| 2009      | Superbonita                    | Aparición especial                      |
| 2010      | Passione                       | Lia                                     |
| 2011–2012 | Aquele Beijo                   | Brigitte Almeida                        |
| 2013      | Surtadas na Yoga               | Leda                                    |
| 2013–2014 | Pecado Mortal                  | Leila Vergueiro / Maria Clara Vergueiro |
| 2015      | As Canalhas                    | Tatiana                                 |
| 2015      | O Hipnotizador                 | Lívia                                   |
| 2015–2016 | Moisés y los Diez Mandamientos | Leila                                   |
| 2017-2018 | Belaventura                    | Brione de Alencastro Bourbon            |

| Año  | Título                 | Papel |
| ---- | ---------------------- | ----- |
| 1997 | Caçadores de Aventuras | Cléo  |
| 2004 | Beijos de Verão        | Clara |
| 2012 | Decote                 | -     |

| Año  | Título                                 | Papel          |
| ---- | -------------------------------------- | -------------- |
| 2013 | Colegas                                | Patrícia       |
| 2013 | Meu Passado Me Condena                 | Laura          |
| 2013 | Memória Tangerina: Mulheres Legendadas | Juliana        |
| 2015 | Superpai                               | Patrícia Ellen |
| 2016 | Os Dez Mandamentos O Filme             | Leila          |
| 2017 | Todo Amor                              | Beta           |
| 2017 | Talvez uma História de Amor            | Melissa        |